# Ex Qua Die

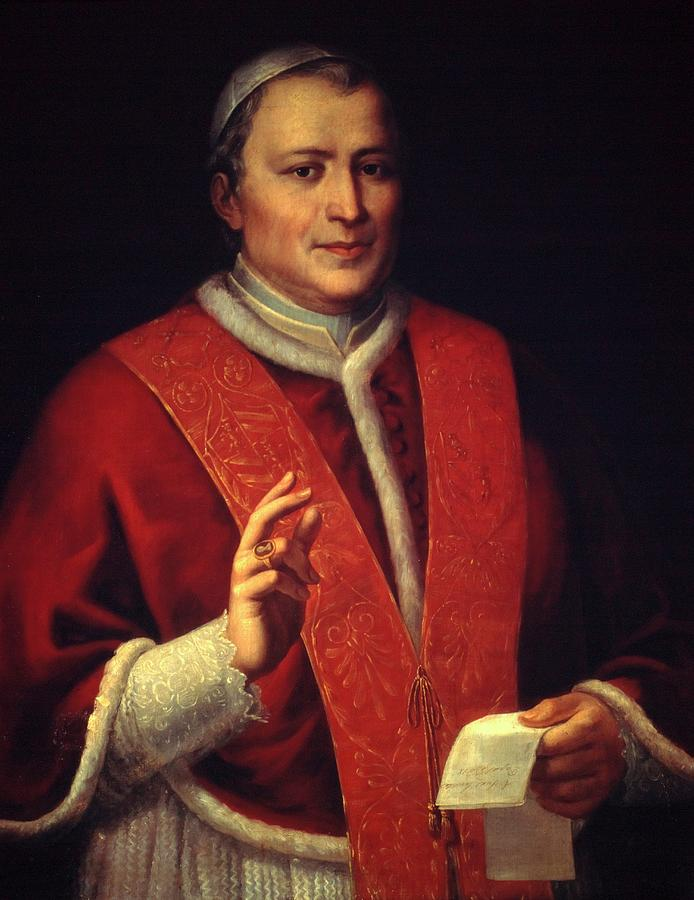
Paus Pius IX

Ex Qua Die (Latijn voor Vanaf de dag) is een pauselijke bul van paus Pius IX van 4 maart 1853 waarmee de rooms-katholieke bisschoppelijke hiërarchie in Nederland werd hersteld. 
De paus schrijft dat hij vanaf de dag dat hij tot zijn hoge ambt werd geroepen ervoor heeft willen zorgen dat overal in het behoud en het heil der geloovigen door Ons zou worden voorzien. Vandaar ook dat hij - tot zijn vreugde - niet lang voor de publicatie van deze bul de bisschoppelijke hiërarchie in Engeland heeft kunnen herstellen. Toen deze operatie was volbracht hebben Wij onze zorg en ijver naar een ander uitverkoren deel van ´s Heeren wijngaard gericht, naar de vermaarde landschappen van Holland en Brabant, omdat Wij begrepen, dat daar dezelfde regeling mogelijk was, die Wij dringend verlangden tot stand te brengen. Hierna schetst de paus hoe bloeiend het Katholieke geloof was in de gebieden die nu Nederland heten, vanaf het moment dat de heilige Bonifatius hier het geloof kwam brengen. Aan deze gelukkige toestand kwam een einde met de reformatie. De paus schrijft: Het is bekend hoe groot nadeel, hoe vele verliezen het Calvinisme aan die zoo bloeiende Kerken heeft toegebracht; ja, zóó ver ging de aanval en het geweld der ketterij, dat het Katholicisme daar zijnen dood nabij, en het volstrekt onmogelijk scheen zoo groote verliezen ooit weder te herstellen. Met name deze passage viel, zoals had kunnen worden verwacht, slecht bij het protestantse volksdeel in Nederland. 
De pausen hebben, in de loop der tijden, aldus Pius evenwel het nodige gedaan om de katholieken in Nederland te hulp te komen en nabij te zijn. Door het aanstellen van apostolisch vicarissen en - wanneer dat niet mogelijk was - door Rome gestuurde nuntii hebben de pausen getracht de Nederlandse katholieken te bemoedigen in de hoop de Kerk in deze gebieden eens weer in oude luister te herstellen. De paus releveert dat zijn voorganger Gregorius XVI al onderhandelingen was gestart met koning Willem II, maar dat deze onderhandelingen in 1841 moesten worden afgebroken. Vervolgens heeft de paus aan de apostolisch vicarissen in Brabant de bisschoppelijke waardigheid geschonken (namelijk door hen titulair bisschop te maken), als eerste stap op weg naar herstel van de hiërarchie.
Nu de grondwet in 1848 is gewijzigd, en er ook allerlei andere belemmeringen zijn opgeruimd, en koning Willem III zich welwillend heeft getoond tegenover zijn katholieke onderdanen, is de paus genegen om de bisschoppelijk hiërarchie te herstellen.
De bul besluit met het oprichten van vijf bisdommen: Utrecht met als suffragane bisdommen: Haarlem, 's-Hertogenbosch, Breda en Roermond. Ook maakt de paus bekend welke gebieden onder welk bisdom vallen. De nieuw te benoemen bisschoppen wordt opgedragen regelmatig verslagen, omtrent de ontwikkelingen in hun diocesen, te zenden aan de Congregatie voor de Voortplanting des Geloofs. De aartsbisschop en de bisschoppen krijgen alle rechten en plichten die andere bisschoppen hebben en alle regelingen en rechten die golden tijdens de periode van de Hollandse Zending verliezen hun rechtskracht. Voor wat betreft de financiële kant van de zaak zoo koesteren Wij de bijna zekere hoop, dat de geloovigen, Onze geliefde zonen, welker herhaalde en dringende beden om het herstel van het Bisschoppelijke Kerkbestuur Wij gretig hebben aangenomen, en wier wenschen Wij te wille geweest zijn, niet in gebreke zullen blijven, den Herders, welke Wij over hen zullen aanstellen, door nog mildere vrome gaven en bijdragen behulpzaam te wezen, opdat dezen in staat gesteld worden in al het noodige tot de wederoprichting hunner Bisschoppelijke Zetels, en tot de bevordering van bloei en wasdom van den Katholieken godsdienst te voorzien.
In protestantse kring viel het, los van de pauselijke negatieve uitspraken over Calvijn, slecht dat de hoofdzetel van de her op te richten kerkprovincie in Utrecht - dat door hen sedert 1559 werd beschouwd als een bolwerk van protestantisme - was gedacht. Het was dan ook in die stad dat de zogenoemde aprilbeweging, een brede protestantse protestbeweging tegen de komst van katholieke bisschoppen, begon. De petitie van deze beweging zou uiteindelijk door vijftigduizend Nederlanders worden ondertekend. De pauselijke breve leidde onderwijl ook tot protestantse protestzangen, deels op melodie van Wien Neêrlands bloed, destijds het officiële volkslied:
Wien 't geuzenbloed in de adren vloeit
Van Rome's banden vrij
Wiens hart voor zuivre vrijheid gloeit
Verheff' zijn stem als wij
Niettegenstaande ook koning Willem III zijn sympathie voor de Aprilbeweging niet onder stoelen of banken stak, hetgeen overigens leidde tot de val van het Eerste Ministerie van Thorbecke, werd de bisschoppelijke hiërarchie in Nederland geheel conform deze pauselijke bul hersteld.